# 蘇格蘭單曲和專輯榜
蘇格蘭單曲榜（英語：Scottish Singles Chart）和蘇格蘭專輯榜（英語：Scottish Albums Chart）是由英國官方榜单公司（Official Charts Company，簡稱）製作的音樂排行榜。排行榜根據蘇格蘭境內的實體與數位銷售成績製成。
2020年11月27日，官方榜单公司停止製作蘇格蘭單曲榜，其榜單最後一首冠軍歌曲為蘇格蘭樂隊The Snuts的歌曲〈Always〉，至于苏格兰专辑榜则继续制作至今。

## 外部連結
- 蘇格蘭單曲榜 （页面存档备份，存于）在官方榜单公司
- 蘇格蘭專輯榜 （页面存档备份，存于）在官方榜单公司